# 무장연금
무장연금(일본어: 武装錬金, Buso Renkin)은 와츠키 노부히로 작화의 일본 만화 시리즈이다. 연금술의 힘을 발휘하는 전사 무토 가즈키가 호문쿨루스라는 몬스터들과 싸운다. 와츠키는 이 만화를 자신의 마지막 소년 만화로 삼았으며 이 장르에서 자신이 할 수 있는 것이라면 최대한으로 시도했다. 출판사 슈에이샤의 주간 소년 점프 잡지에 2003년 6월부터 2005년 4월까지 연재되었다. 이후 슈에이샤에 의해 10권의 단행본으로 재발간되었다. 이 시리즈는 북아메리카 출시를 위해 비즈 미디어에 의해 라이선스되었다.
이 만화는 XEBEC가 제작한 애니메이션 텔레비전 시리즈로 각색되었으며 TV 도쿄를 통해 2006년부터 2007년까지 방영되었다. 2009년, 이 시리즈는 퍼니메이션 채널을 통해 미국 TV에서 데뷔했다. 이 시리즈는 2개의 드라마 CD, 2개의 라이트 노벨, 1개의 플레이스테이션 2 비디오 게임 등으로 확장되었다.
일본에서 무장연금은 300만 권 이상이 판매되었으며 세이운상 후보에 들었다.